# Jozef De Kesel
Jozef De Kesel (sinh 1947) là một Hồng y người Bỉ của Giáo hội Công giáo Rôma. Ông hiện đảm trách vai trò Tổng giám mục đô thành Tổng giáo phận Mechelen–Brussel, Tổng Tuyên úy Quân đội Bỉ và Chủ tịch Hội đồng Giám mục Bỉ. Trước khi đảm nhận vai trò Tổng giám mục đô thành, ông cũng từng đảm nhiệm các vị trí khác như Giám mục phụ tá Mechelen–Brussel và Giám mục chính tòa Giáo phận Brugge.

## Tiểu sử
Hồng y Jozef De Kesel sinh ngày 17 tháng 6 năm 1947, tại Gand, Bỉ. Sau quá trình tu học dài hạn tại các cơ sở chủng viện theo quy định của Giáo luật, ngày 26 tháng 8 năm 1972, Phó tế Kesel tiến đến việc được truyền chức linh mục. Nghi thức truyền chức được cử hành bởi Giám mục Leo-Karel Jozef De Kesel, Giám mục Phụ tá Giáo phận Gent. Tân linh mục cũng là thành viên linh mục đoàn giáo phận Gent.
Sau gần 30 năm thực hiện các công việc mục vụ trên cương vị là một linh mục, ngày 20 tháng 3 năm 2002, Tòa Thánh loan tin Giáo hoàng đã tuyển chọn linh mục Jozef De Kesel, 55 tuổi, làm Giám mục, với vị trí được bổ nhiệm là Giám mục Hiệu tòa Bulna, Giám mục phụ tá Tổng giáo phận Mechelen–Brussel. Tân giám mục đã được cử hành các nghi thức truyền chức cách trọng thể bởi ba giáo sĩ cấp cao vào ngày 26 tháng 5 cùng năm. Chủ phong cho vị tân chức là Hồng y Godfried Danneels, Tổng giám mục Mechelen–Brussel. Hai vị còn lại, với vai trò phụ phong, gồm Giám mục Arthur Luysterman, Giám mục Giáo phận Gent và Giám mục Rémy Victor Vancottem, giám mục phụ tá Mechelen–Brussel. Tân giám mục chọn cho mình khẩu hiệu:Vobiscum Christianus.